# Persone di cognome Rocca
| Questa pagina contiene informazioni ricavate automaticamente dalle voci biografiche con l'ausilio del template Bio e di un bot. L'aggiornamento è periodico e automatico e ricostruisce completamente la pagina. Se manca una persona in questa lista, sei pregato di non aggiungerla, ma accertati piuttosto che la sua voce biografica contenga il template Bio e che i dati anagrafici siano correttamente compilati. Se il template Bio manca, inseriscilo tu stesso o, in alternativa, metti l'avviso {{tmp\|Bio}} che ne segnala la mancanza. Se i dati riportati sono sbagliati, correggi direttamente la voce biografica; le modifiche saranno visibili in questa lista entro pochi giorni. Per chiarimenti vedi il progetto biografie. La lista contiene solo le 44 persone che sono citate nell'enciclopedia e per le quali è stato implementato correttamente il template Bio. Pagina aggiornata al 3 nov 2022. |

Questa è una lista di persone presenti nell'enciclopedia che hanno il cognome Rocca, suddivise per attività principale.

## Allenatori di calcio(3)
- Antonio Rocca, allenatore di calcio e ex calciatore italiano (Castrovillari, n.1951)
- Francesco Rocca, allenatore di calcio e ex calciatore italiano (San Vito Romano, n.1954)
- Luigi Rocca, allenatore di calcio e ex calciatore italiano (Coli, n.1963)

## Attori(2)
- Daniela Rocca, attrice cinematografica italiana (Acireale, n.1937 - Milo, † 1995)
- Stefania Rocca, attrice italiana (Torino, n.1971)

## Attori teatrali(1)
- Veronica Rocca, attrice teatrale e regista teatrale italiana (Pinerolo, n.1964)

## Avvocati(1)
- Giustina Rocca, avvocatessa italiana (Trani - † 1502)

## Calciatori(4)
- Francesco Rocca, n. 1954
- Rosa Rocca, ex calciatrice italiana (Morfasso, n.1947)
- Michele Rocca, calciatore italiano (Milano, n.1996)
- Rocca, calciatore italiano

## Cestisti(1)
- Richard Mason Rocca, ex cestista statunitense (Highland Park, n.1977)

## Compositori(1)
- Lodovico Rocca, compositore italiano (Torino, n.1895 - Torino, † 1986)

## Conduttori radiofonici(1)
- Rita Rocca, conduttrice radiofonica, giornalista e regista italiana

## Generali(1)
- Umberto Rocca, generale italiano (Rodi, n.1940)

## Ginnasti(1)
- Arianna Rocca, ex ginnasta italiana (Genova, n.1996)

## Giocatori di football americano(1)
- Saverio Giovanni Rocca, giocatore di football americano e giocatore di football australiano australiano (Melbourne, n.1973)

## Giornalisti(4)
- Christian Rocca, giornalista, scrittore e blogger italiano (Alcamo, n.1968)
- Enrico Rocca, giornalista, scrittore e traduttore italiano (Gorizia, n.1895 - Roma, † 1944)
- Gianni Rocca, giornalista italiano (Torino, n.1927 - Roma, † 2006)
- Massimo Rocca, giornalista e politico italiano (Torino, n.1884 - Salò, † 1973)

## Giuristi(1)
- Girolamo Rocca, giurista italiano († 1691)

## Golfisti(1)
- Costantino Rocca, golfista italiano (Bergamo, n.1956)

## Imprenditori(2)
- Gianfelice Rocca, imprenditore e dirigente d'azienda italiano (Milano, n.1948)
- Paolo Rocca, imprenditore italiano (Milano, n.1952)

## Ingegneri(1)
- Agostino Rocca, ingegnere, dirigente d'azienda e imprenditore italiano (Milano, n.1895 - Buenos Aires, † 1978)

## Liutai(2)
- Enrico Rocca, liutaio italiano (Torino, n.1847 - Genova, † 1915)
- Giuseppe Rocca, liutaio italiano (Barbaresco, n.1803 - Genova, † 1865)

## Matematici(1)
- Giovanni Antonio Rocca, matematico italiano (Reggio Emilia, n.1607 - † 1656)

## Militari(1)
- Renzo Rocca, ufficiale e agente segreto italiano (Alba, n.1910 - Roma, † 1968)

## Modelli(2)
- Michelle Rocca, modella irlandese (Dublino, n.1961)
- Silvia Rocca, modella e disc jockey italiana (Torino, n.1968)

## Nuotatori(1)
- Peter Rocca, ex nuotatore statunitense (Oakland, n.1957)

## Pittori(2)
- Giacomo Rocca, pittore italiano (Salerno)
- Michele Rocca, pittore italiano (Parma, n.1671)

## Politici(3)
- Fermo Rocca, politico e avvocato italiano (Mantova, n.1846 - Mantova, † 1911)
- Francesco Rocca, n. 1965
- Petru Rocca, politico e scrittore francese (Vico, n.1887 - Vico, † 1966)

## Rapper(1)
- Sebastian Rocca, rapper francese (Parigi, n.1975)

## Sceneggiatori(1)
- Giuseppe Rocca, sceneggiatore e regista teatrale italiano (Frattamaggiore, n.1947)

## Sciatori alpini(1)
- Giorgio Rocca, ex sciatore alpino italiano (Coira, n.1975)

## Scrittori(2)
- Gino Rocca, scrittore, drammaturgo e giornalista italiano (Mantova, n.1891 - Milano, † 1941)
- Guido Rocca, scrittore, drammaturgo e sceneggiatore italiano (Milano, n.1928 - Milano, † 1961)

## Storici(1)
- Pietro Maria Rocca, storico italiano (Alcamo, n.1847 - Alcamo, † 1918)

## Umanisti(1)
- Angelo Rocca, umanista, bibliotecario e vescovo cattolico italiano (Rocca Contrada, n.1545 - Roma, † 1620)

## Velocisti(1)
- Giovanni Rocca, velocista italiano (Milano, n.1929 - Milano, † 2013)